# Улица Красной Армии (Иваново)
У́лица Кра́сной А́рмии — одна из старейших улиц города Иванова. Располагается во Фрунзенском районе. Начинается от проспекта Ленина и идёт в юго-западном направлении до улицы Багаева. Пересекается с улицами: Степанова, Театральная, Варенцовой, Багаева, а также переулками: Аптечный и Степанова. Соединяет площадь Революции с площадью 40-летия Победы.

## Происхождение названия

Рождественская улица. Начало XX века

С момента своего образования улица поменяла много названий. С конца XVIII называлась Варварская, по располагавшемуся рядом Варваринскому женскому монастырю, затем Кабацкая по находившимся на улице питейным заведениям. Интересно, что примыкавший переулок Степанова носил в то время название Пьяный переулок. В 1878 году переименована в Рождественскую.
Своё современное название улица получила в 1922 году в честь 4-й годовщины Красной армии.

## Архитектура

барельеф на углу улицы с проспектом Ленина

Застройка смешанная: дома от двух этажей и выше. Имеются памятники архитектуры.
Список зданий:
- дом 1 — ТЦ Воздвиженка
- дом 3/5 — бывший дом Г. И. Каурова (мемориальная доска Героям Советского Союз-воспитанникам клуба ДОСААФ)

- дом 4/2 — магазин «Сувениры», бывший магазин «Проводник» М. А. Кошелева (архитектор А. Ф. Снурилов)
- дом 5 — бывший дом П. И. Ерёминой
- дом 6/1 — бывшая лавка городского общества
- дом 8/2 — здание Ивановской государственной филармонии
- дом 9 — Фотоателье, флигель усадьбы Н. А. Корунова
- дом 10/1 — бывший Ивсельхозбанк
- дом 11 — Финансовое управление Ивановской области, бывший «Соединенный банк»
- дом 14 — бывший дом А. И. Кокуриной
- дом 16 — бывший дом П. А. Виноградова
- дом 18 — бывший дом М. В. Демидова
- дом 20 — корпус усадьбы Хазова
- дом 22а — корпус усадьбы Хазова

## Транспорт
Улица Красной Армии является важнейшей транспортной артерией, связывающей северную и южную части города. По этой улице идет транспорт по направлению к Центральному рынку и находящейся за ним части города. За день по ней проходит очень большое количество общественного и личного транспорта. Улица испытывает на себе повышенную нагрузку, часто возникают заторы. С установкой светофора на перекрестке с проспектом Ленина и площадью Революции ситуация несколько улучшилась.
Троллейбусы: 3, 4, 5.
Автобусы и маршрутное такси: 1Б, 17, 33, 34.